# Euphorbia canariensis
Euphorbia canariensis L., conocida como cardón canario, es una especie de arbusto suculento cactiforme perteneciente a la familia Euphorbiaceae originaria de la Macaronesia.
Es componente principal, junto a diversas especies de euforbias arbustivas ―E. lamarckii y E. regis-jubae―, de la comunidad vegetal denominada tabaibal-cardonal.

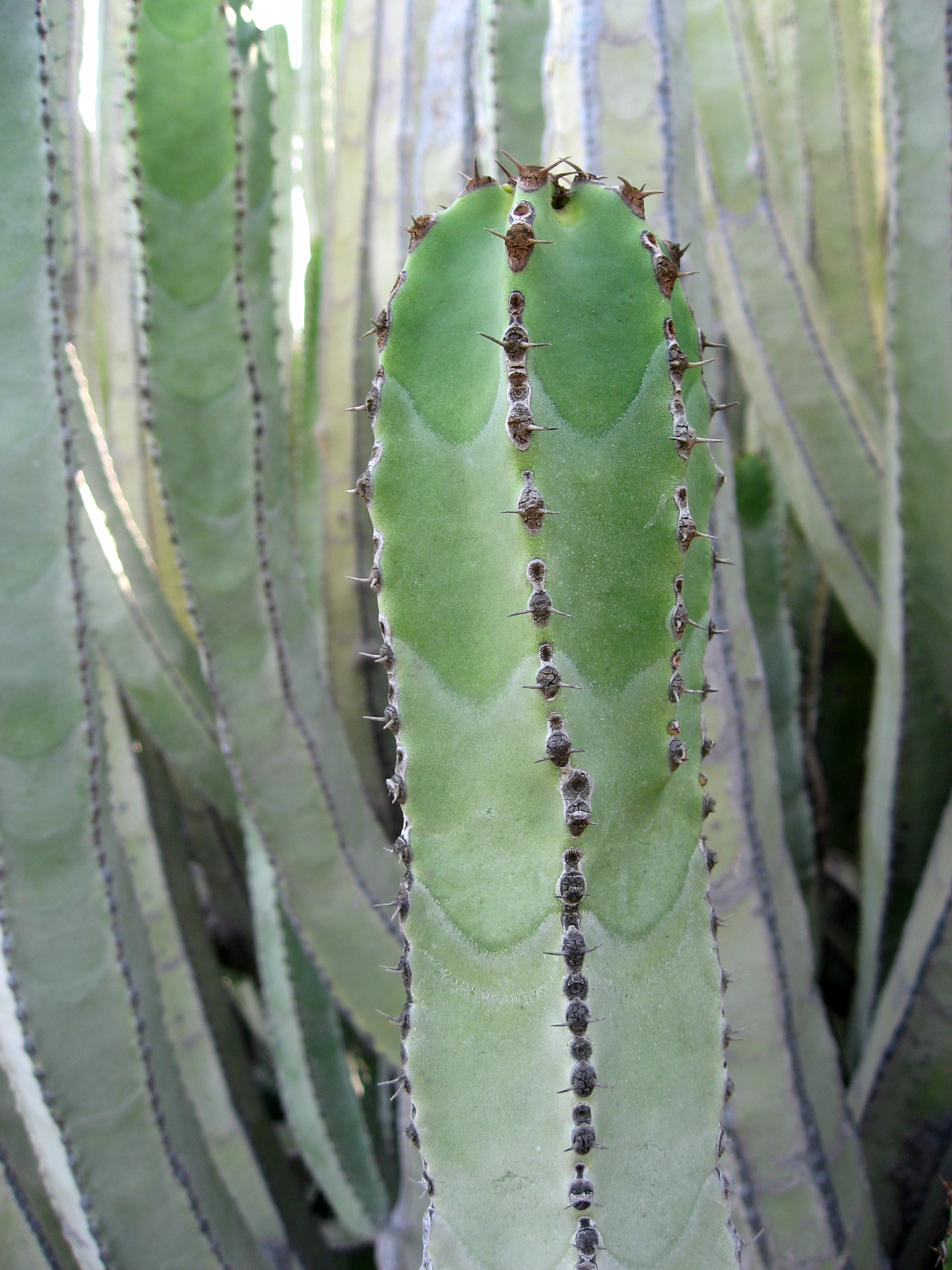
Detalle del tallo.

## Descripción
Es de porte candelabriforme, espinas robustas y curvadas, tallos cuadrangulares o pentagonales presentando floración en su extremo superior; puede mostrar un gran desarrollo vertical (4 m) y horizontal (150 m²), por esta razón crea un microhábitat en su interior al que se asocian diversas especies animales y vegetales. 

## Distribución y hábitat
Es endémica de las islas de El Hierro, La Palma, La Gomera, Tenerife, Gran Canaria y Fuerteventura, en el archipiélago de Canarias ―España―, considerándose extinta en Lanzarote y estando ausente en los islotes del archipiélago Chinijo y Lobos.
Es bastante común en las islas occidentales, sobre todo en Tenerife, y en Gran Canaria. Es muy rara en Fuerteventura, donde se encuentra restringida de forma natural a la península de Jandía y al entorno precisamente de Montaña Cardones.
Se desarrolla en un rango altitudinal que va desde el nivel del mar a los 900-1000 metros de altitud, debido a lo cual se asocia con otras formaciones vegetales como el tabaibal, el bosque termófilo e incluso el pinar. Las condiciones locales pueden hacer variar su distribución básica.

## Taxonomía
Euphorbia canariensis fue originalmente descrita por Carlos Linneo y publicada en Species Plantarum en 1753.
Etimología
- Euphorbia: nombre genérico que deriva de Euphorbus, médico griego del rey Juba II.[8]

- canariensis: apelativo que indica pertenencia al archipiélago canario, en su sentido más amplio.[8]

Sinonimia
La especie presenta los siguientes sinónimos:
- Euphorbia canariensis f. viridis G.Kunkel
- Euphorbia canariensis var. spiralis Bolle
- Euphorbia canariensis var. spiralis Bolle ex Boiss.
- Euphorbia tribuloides Lam.
- Tithymalus canariensis (L.) H.Karst.
- Tithymalus quadrangularis Kiggel.[9]
- Torfasadis canariensis (L.) Raf.
- Torfasidis canariensis (L.) Raf.
- Torfosidis canariensis (L.) Raf.

Como nombres inválidos o nudum:
- Euphorbia canariensis Forssk.
- Euphorbia canariensis Thunb.
- Euphorbia canariensis Trémaux

## Importancia económica y cultural
E. canariensis ha sido utilizada históricamente por el ser humano para diversos usos.
Modernamente es utilizado en jardinería como planta ornamental, necesitando para su cultivo exposición a pleno sol, suelos bien drenados y riego escaso. Soporta heladas de hasta -2 °C.
Posee interés apícola.
El látex de la especie, extremadamente tóxico, tiene propiedades vesicantes, estornutatorias y purgantes, habiendo sido utilizado desde época aborigen en varias islas para pescar mediante envarbascado, que consistía en atrapar peces en charcos y aturdirlos vertiendo el látex en el agua.
En cuanto a su valor simbólico, está considerado como el símbolo natural vegetal de la isla de Gran Canaria según la Ley 7/1991 del Gobierno de Canarias. Asimismo, la imagen del cardón se encuentra plasmada en los escudos heráldicos de los municipios tinerfeños de Buenavista del Norte y Santiago del Teide, haciendo alusión en el primer caso a un ejemplar singular que existió en el término municipal y que alcanzaba unos 150 m² de diámetro, y en el segundo representando al barrio de Tamaimo, donde abunda la especie.
|                                 |
| Escudo de Buenavista del Norte. |

|                               |
| Escudo de Santiago del Teide. |

## Estado de conservación
Muy común en el pasado, la presión antrópica ha restringido este arbusto hacia las zonas más agrestes de las islas, estando clasificado como especie bajo preocupación menor en la Lista Roja de la UICN.
La especie se encuentra protegida al incluirse en el Anexo II de la Orden de 20 de febrero de 1991 sobre protección de especies de la flora vascular silvestre de la comunidad autónoma de Canarias, estando también en el apéndice II de la Convención sobre el Comercio Internacional de Especies Amenazadas de Fauna y Flora Silvestres.

## Nombres comunes
En las islas Canarias es conocico como cardón, cuya etimología proviene del francés chardon con el significado de 'planta que tiene espinas', denominación probablemente originada por los primeros conquistadores europeos de origen normando en el siglo xv. Asimismo, según el cronista José Agustín Álvarez Rixo, entre los campesinos tinerfeños se daba la denominación de cardón macho a los ejemplares de menor tamaño que no florecían, y de cardón hembra a los que presentaban mayor corpulencia y florecían abundantemente durante la primavera y el verano. Por otra parte, el médico e historiador Juan Bethencourt Alfonso indica que en el sur de Tenerife también se llamaba cardón laso a los ejemplares no ramificados.
Fuera del archipiélago es conocido como cardón canario o de Canarias, y como euforbio.